# Авария в энергосистеме в Нью-Йорке (1977)
Авария в энергосистеме Нью-Йорка — массовое отключение электроснабжения Нью-Йорка, произошедшее в ночь с 13 на 14 июля 1977 года. В результате этой аварии без электричества остались все районы, за исключением южной части Квинса, обслуживаемой компанией Long Island Lighting Company.
В отличие от похожих отключений 1965 и 2003 годов в этом регионе, это отключение было ограничено Нью-Йорком с его непосредственными пригородами, но сопровождалось массовыми грабежами, поджогами и прочими беспорядками.

## Предпосылки
Электроснабжение США велось несколькими конкурирующими компаниями (за Нью-Йорк отвечала «Consolidated Edison», также известная как Con Edison или Con Ed). Хотя война токов давно была позади и американским стандартом стал 60-герцовый переменный ток, ЛЭП, связывающие сети разных компаний, были довольно слабы. Отказ сразу нескольких внутренних ЛЭП мог привести к непредсказуемым последствиям. Состояние внутренних сетей также было неудовлетворительным.
На момент аварии Нью-Йорк потреблял около 6 ГВт. В черте города генерировалось 3 ГВт, их основной источник — 1-гигаваттная Рейвенсвудская ТЭЦ, находящаяся в районе Лонг-Айленд-Сити в Куинсе, и также известная как «Большой Аллис» (англ. Big Allis).
США переживали экономический застой c сопутствующим ему высоким уровнем безработицы (уровень безработицы среди представителей низших классов оценивался в 40 % и более). Тяжёлую обстановку дополняли орудовавший в Нью-Йорке серийный убийца «Сын Сэма» и чрезмерно жаркое лето. Кроме того, если в 1965 году авария случилась посреди рабочего дня и работники предприятий остались сторожить имущество, то блэкаут 1977 года начался поздно вечером.

## Хронология событий
13 июля 1977 года в 20:37 по местному времени молния, ударившая в 345-киловольтную подстанцию Buchanan South, расположенную близ реки Гудзон, вызвала срабатывание двух автоматических выключателей в округе Уэстчестер. Один из них не смог вернуться во включенное состояние из-за ослабшей контргайки — при обслуживании в штатном режиме она была бы обнаружена и подтянута в ходе очередного планового техосмотра, но тот постоянно откладывался.
Следующий удар молнии вызвал отключение двух 345-киловольтных ЛЭП, соединяющих 900-мегаваттную АЭС Индиан-Пойнт с Нью-Йорком. Только одна из этих линий включилась вновь. В результате этих переключений две другие ЛЭП оказались перегружены, и в 20:45, согласно принятой процедуре, техники фирмы «Con Edison» попытались дистанционно запустить аварийные турбогенераторы. Дистанционный запуск не удался, а людей на генераторной подстанции не было.
В 20:55 очередной удар молнии обесточил ещё две критически важные ЛЭП. Как и в предыдущем случае, только одна вернулась во включённое состояние. Отключение этих линий, ведущих от подстанции Спрейнбрук, привело к перегрузке всё ещё сохранявших работоспособность ЛЭП. После этого сотрудники «Con Edison» были вынуждены вручную снизить нагрузку на ещё один генератор на станции Ист-Ривер в связи с возникшими там техническими проблемами. Это ещё более усугубило и без того катастрофическую ситуацию.
В 21:14, более чем через полчаса после первого события, операторы компании New York Power Pool в Гилдерлэнде позвонили в «Con Edison» с требованием «сбрасывать нагрузку». Операторы «Con Edison» в соответствии с должностными инструкциями начали снижение напряжения в системе — сначала на 5 %, затем на 8 %; эти операции должны были предприниматься последовательно и занимали продолжительное время, в то время как операторы New York Power Pool имели в виду немедленное снижение нагрузки на 1500 МВт, а не снижение напряжения с целью уменьшения нагрузки на несколько сотен мегаватт.
20 минут компания боролась за энергоснабжение, отключая одних потребителей и снижая напряжение другим. В 21:19 перегрелась и замкнулась из-за чрезмерного провисания проводов одна из ЛЭП. После этого один за другим начали срабатывать выключатели на оставшихся ЛЭП. Через несколько минут весь Нью-Йорк оказался отключен от электросети. В 21:27 отключилась Рэйвенсвудская ТЭЦ. Остаток города, который электрики из «Con Edison» не успели отключить, погрузился в темноту.

## Массовые беспорядки
Во время аварии 1965 года на улицах царил дух отваги и взаимопомощи. Двенадцать лет спустя атмосфера оказалась не столь доброжелательной. Экономический кризис 1970-х годов привёл к обнищанию жителей «чёрных» кварталов Нью-Йорка. Отключение электроэнергии было воспринято ими как возможность экспроприировать имущество зажиточных горожан. В центральных кварталах Манхэттена началось беспрецедентно массовое мародёрство.
Когда вы выключаете свет, люди начинают красть. Особенно, если им нечего есть.Эндрю Янг, посол США в ООН
Грабители нападали на магазины и дома обеспеченных жителей города. Чтобы отвлечь внимание полицейских, мародёры поджигали здания — в городе было зарегистрировано 1077 поджогов, при тушении которых пострадали более ста пожарных. Мэр города объявил чрезвычайное положение, всем полицейским было приказано вернуться из отпусков. За ночь полицией было арестовано 3800 человек (по некоторым данным больше), но это была капля в море: мародёрством занимались более 100 тысяч человек. К тому же арестованных пришлось отпустить: суды не справлялись с работой, а тюрьмы были переполнены.
Беспорядки перекинулись на Бродвей, где пожаром было охвачено два квартала. Грабители угнали 50 новых «Понтиаков» из дилерского салона в Бронксе. В Бруклине молодёжь сдёргивала защитные решётки с витрин магазинов при помощи автомобилей, после чего магазин подвергался разграблению.
Мародёров грабили другие мародёры (по данным медпунктов, огнестрельных ранений было крайне мало, большинство пострадавших поступало с побоями или порезами).
Впрочем, были и случаи отваги: добровольцы регулировали дорожное движение, шестнадцать оказавшихся поблизости мужчин вручную провернули колесо обозрения в Кони-Айленде, освободив застрявших людей.
Лишь к вечеру 14 июля энергоснабжение было восстановлено.
В ConEd катастрофу назвали «промыслом Божьим». Всё происходило в точном соответствии с законом Мерфи: как только ситуацию удавалось нормализовать, гроза выводила из строя очередную ЛЭП.

## Последствия
Было разграблено более 1500 магазинов, общий ущерб от беспорядков оценивается, по разным источникам, в 300 млн — 1 млрд долларов. Владельцам пострадавших магазинов были предложены льготные кредиты. Впрочем, мало кто согласился на них: многие перенесли магазины подальше от негритянского гетто.
Взять кредит? Вы спятили? Вы думаете, кто-то в здравом уме захочет вернуться в такой район?
Оригинальный текст (англ.)Get a loan? Are you crazy’? You think anybody in his rightful mind would want to get back to this neighborhood?Стенли Шател, владелец магазина спортивной одежды в Бруклине.
Благодаря блэкауту малообеспеченным чернокожим музыкантам удалось заполучить дорогое диджейское оборудование. Впоследствии это привело к расцвету хип-хопа — музыкального стиля, который до этого был известен разве что в Бронксе.
Для чернокожих это было словно Рождество. На следующий день появилась тысяча новых диджеев.
Оригинальный текст (англ.)It was like Christmas for black people. The next day there were a thousand new D.J.s.Диджей Kool Herc
Были приняты меры, и следующее крупное отключение электроэнергии произошло только через 26 лет.

## Цитаты
Видите? Вот что бывает, когда не платишь по счетам.Оригинальный текст (англ.)See. This is what you get for not paying your bills.Абрахам Бим, мэр
Поведение ConEd — это, в лучшем случае, вопиющая безответственность, а в худшем — нечто значительно более серьёзное.Оригинальный текст (англ.)Con Ed’ s performance is, at the very best, gross negligence and, at the worst, far more serious.Абрахам Бим, мэр
Это была ночь зверья. Хватаешь четверых-пятерых, их место занимает сотня. Как только мы появлялись, те, кто не занимались непосредственно грабежом, свистом предупреждали мародеров. Всё, что было в наших силах — это отогнать их от магазина, а они тут же бегут в другой, в соседнем квартале.
Оригинальный текст (англ.)It’s the night of the animals. You grab four or five, and a hundred take their place. We come to a scene, and people who aren’t looting whistle to warn the others. All we can do is chase people away from a store, and they just run to the next block, to the next store.сержант Роберт Мерфи, полицейский
Учитывая, что света нет, а ниггеры ходят голодными, мы возьмем, что захотим, а мы хотим то, что нам необходимо.
Оригинальный текст (англ.)Being that the lights are out and the niggers are going hungry, we’re going to take what we want — and what we want is what we need.чернокожий подросток

## В популярной культуре
В телесериале «Охотники» авария 1977 года представлена как результат диверсии, совершённой бежавшими после Второй мировой войны из Германии нацистами и их сторонниками.
В фильме "Люди в чёрном" (1997) один из главных героев упомянул об аварии 1977 года: "...из-за него Нью-Йорк в 77 году остался без света. Шутка великого Насмешника, он посчитал её остроумной...", комментируя небольшой беспорядок, который образовался из-за некоего инопланетного "попрыгунчика", которого из любопытства задел герой Уил Смита.